# Marielle

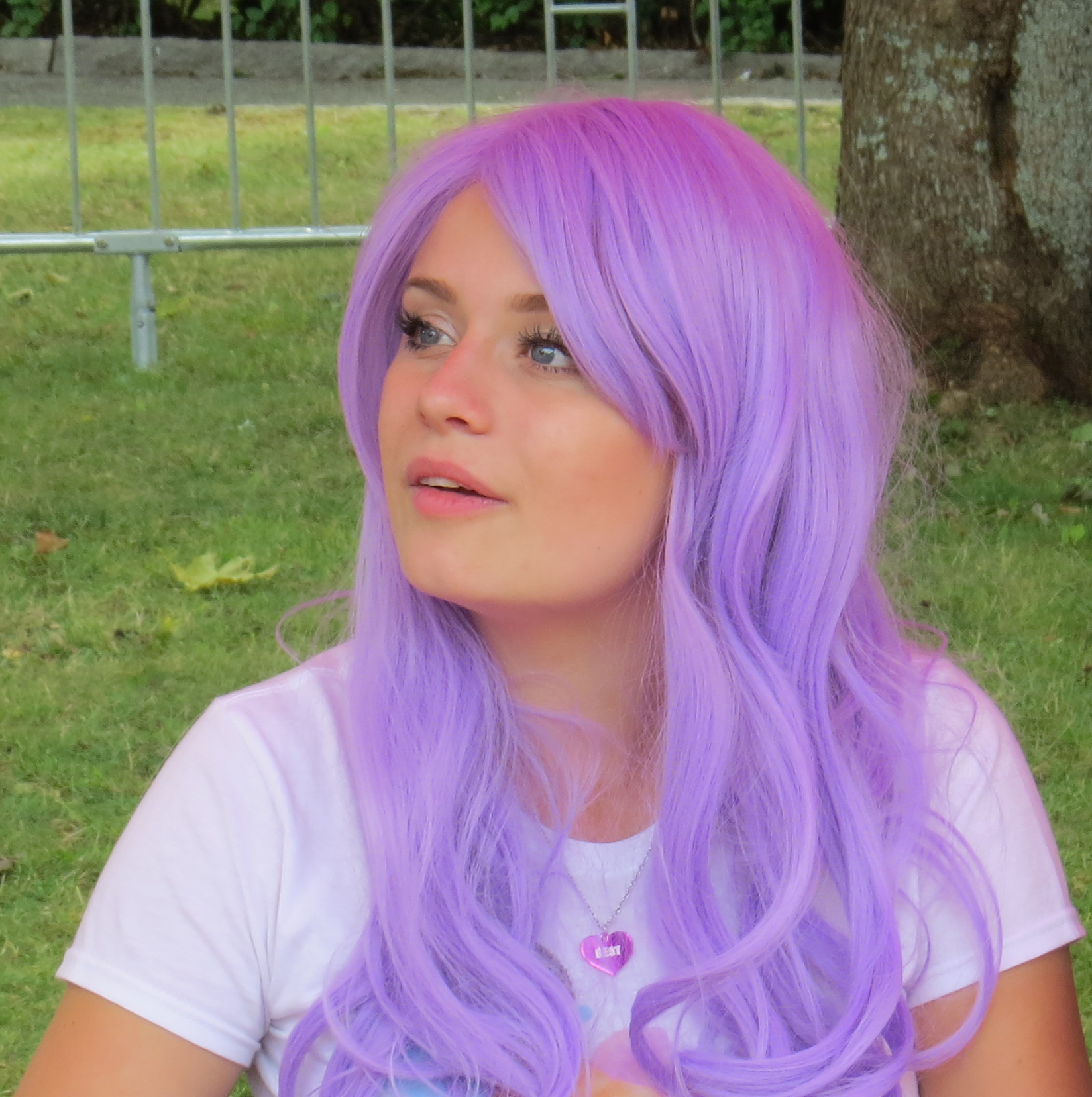
Marielle Hochwälder (då Myhrberg) år 2016.

Marielle är en fransk variant av namnet 'Maria' som är ett bibliskt namn med latinskt och grekiskt ursprung. Namnet Marie har flera hundra varianter, Marielle är ett av dem. Det fanns år 2007 1 966 personer som hade Marielle som förnamn i Sverige, varav 1 325 som tilltalsnamn.